# مامادو تال
مامادو تال (به فرانسوی: Mamadou Tall) بازیکن فوتبال اهل بورکینافاسو است که در پست مدافع بازی می‌کند. او سابقهٔ بازی در تیم پرسپولیس تهران را در کارنامه خود دارد. او در سال‌های ۲۰۰۲، ۲۰۱۰ و ۲۰۱۲ به همراه تیم ملی کشورش در جام ملت‌های آفریقا حضور داشته‌است.